# Ichneumon curvus
Ichneumon curvus là một loài tò vò trong họ Ichneumonidae.